# 이투루프섬 해역 지진

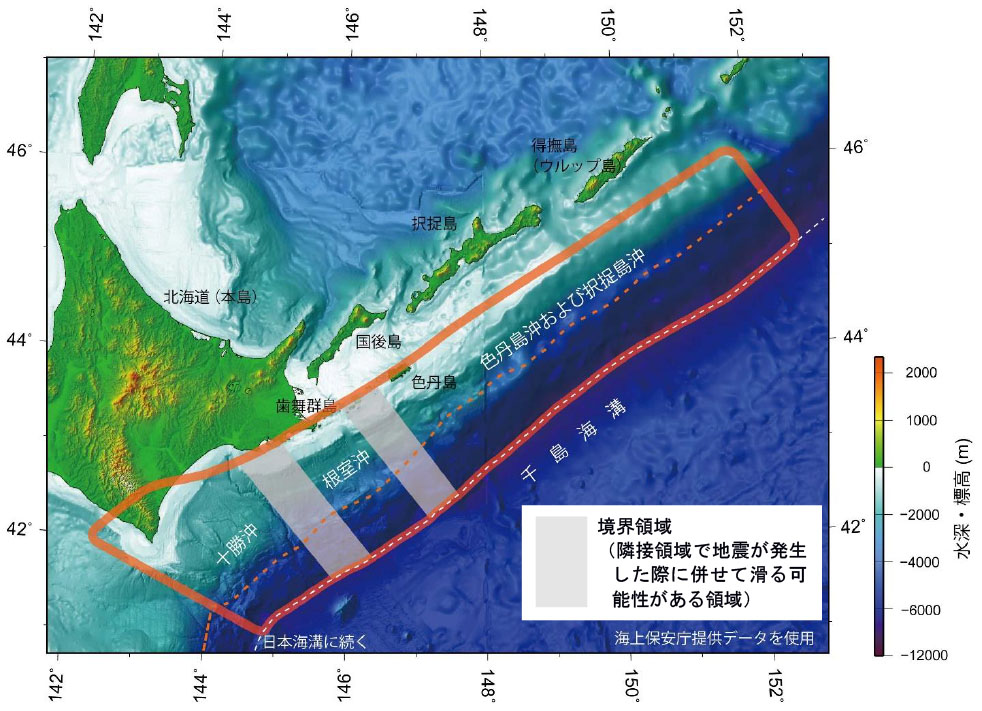
이투루프섬 해역 위치

이투루프섬 해역 지진(일본어: 択捉島沖地震)은 러시아와 일본의 이투루프섬 부근에서 발생하는 지진이다.

## 1918년 우루프섬 해역 지진
1918년 9월 8일, 우루프섬 해역에서 지진이 있었다. 지진 규모는 M8.0. 6~12 m의 지진해일이 발생했다. 24명이 사망했다.

## 1958년 이투루프섬 해역 지진
1958년 이투루프섬 해역 지진 은 1958년 11월 7일에 발생한 지진이다. 지진 규모는 M8.1. 태평양 연안 각지에 해일이 있었다.

## 1963년 쿠릴 열도 지진
1963년 쿠릴 열도 지진 (1963년 이투루프섬 해역 지진) 은 1963년 10월 13일 5시 17분(UTC)에 쿠릴 열도에서 발생한 지진이다. 모멘트 규모 8.5를 기록했고, 7일 뒤에는 7.8 규모의 여진이 일어났다. 두 지진 모두 지진 해일을 불렀고, 이는 태평양 북부 주변에서 관측되었다.

## 1978년 이투루프섬 해역 지진
1978년는 3월 23일 (Mw7.5) 과 3월 25일 (Mw7.6), 12월 7일 (M7.2) 에 각각 에토로 후섬 앞바다에서 지진이있었다.

## 1991년 우루프섬 해역 지진
1991년 12월 22일, 우루프섬 해역에서 Mw7.6의 지진이 발생했다.

## 1995년 이투루프섬 해역 지진
1995년 이투루프섬 해역 지진 은 1995년 12월 4일에 발생한 지진이다. 지진 규모는 Mw7.9.

## 2020년 이투루프섬 해역 지진
2020년 이투루프섬 해역 지진 은 2020년 2월 13일 오후 7시 34분 러시아 사할린주 이투루프섬 해역에서 발생한 해저지진이다. 지진 규모은 M7.2. 본 문서는 일본을 기준으로 문서를 다루고 있다. 일본 국외에서 발생한 지진이여서 그런지, NHK에서는 지진 발생 27분 후인 오후 7시 51분에 웹사이트로 지진 발생 기사를 올렸고, 6분 후인 오후 7시 57분에 긴급지진속보를 송출했다. 진도3 이상을 관측한 지역은 다음과 같다.
| 진도 | 도도부현   | 시구정촌 |
| ---- | ---------- | --- |
| 4    | 홋카이도   | 시베쓰정, 베쓰카이정, 네무로시 |
| 3    | 홋카이도   | 베쓰카이정, 네무로시, 하코다테시, 기요사토정, 니캇푸정, 우라카와정, 사마니정, 이케다정, 우라호로정, 구시로시, 앗케시정, 하마나카정, 시베차정, 쓰루이촌, 시라누카정, 나카시베쓰정, 라우스정 |
| 3    | 아오모리현 | 히라나이정, 하치노헤시, 노헤지정, 시치노헤정, 도호쿠정, 고노헤정, 난부정, 하시카미정, 오이라세정, 무쓰시, 히가시도리촌                                                                     |
| 3    | 이와테현   | 모리오카시, 니노헤시, 하치만타이시, 가루마이정, 야하바정 |
| 3    | 미야기현   | 와쿠야정, 도메시, 이시노마키시 |